# Фейнберг, Лесли
Лесли Фейнберг (англ. Leslie Feinberg; 1 сентября 1949, Канзас-Сити, Миссури — 15 ноября 2014, Сиракьюс, Нью-Йорк) — американская ЛГБТ-активистка, лесбиянка, транс-активистка, коммунистка и писательница. В  1993 году написала роман «Stone Butch Blues». Ее книги, в частности, роман «Stone Butch Blues» и научно-популярная книга «Transgender Warriors», послужили основой для осведомлённости о гендерных исследованиях, а также сыграли важную роль в доведении этих вопросов до более широкой аудитории.

## Молодость
Фейнберг родилась в Канзас-Сити (штат Миссури), и выросла в Буффало (штат Нью-Йорк) в еврейской семье. В 14 лет она начала работать за прилавком в местном универмаге. В конце концов, Фейнберг бросила школу Беннетта, но при этом официально получила диплом. Начала часто посещать гей-бары в Буффало, в основном работал на низкооплачиваемой, временной работе. Мыла посуду, чистила грузовые суда, работала переводчиком ASL, вводила медицинские данные, работала на заводе по производству труб из ПВХ.

## Карьера
Когда ей было за 20, она встретила членов партии «Рабочий мир» (Workers World Party) на митинге о правах на землю и правах на самоопределение палестинцев и присоединилась к отделению партии в Буффало. Переехав в Нью-Йорк, Фейнберг много лет участвовала в антивоенных, антирасистских и трудовых митингах от имени партии, включая «Марш против расизма» (Бостон, 1974), национальный тур против ВИЧ/СПИД (1983–84) и мобилизацию против членов ККК (Атланта, 1988).
Как член партии «Рабочий мир», она 15 лет была редактором газеты «Рабочий мир» в разделе про политзаключённых, а в 1995 году стала его главным редактором.
Ее первый роман, «Stone Butch Blues», выиграл литературную премию «Лямбда» и премию «Gay & Lesbian Book Award» американской библиотечной ассоциации 1994 года. Он находится в свободном доступе на сайте Лесли Фейнберг с комментарием: "Я возвращаю этот роман обратно, как крошечный подарок, сделанный своими руками, с изъянами и прочим, рабочими и угнетенным всего мира.". Ее второй роман, «Drag King Dreams», был выпущен в 2006 году.
Является также автором других книг в жанре нон-фикшен: «Trans Liberation: Beyond Pink or Blue» (1992 год), «Transgender Warriors: Making History from Joan of Arc to Dennis Rodman» (1996 год).

## Книги
- Transgender Liberation: A Movement Whose Time Has Come. Нью-Йорк: World View Forum, 1992. ISBN 0-89567-105-0
- Stone Butch Blues[англ.]. Сан-Франциско: Firebrand Books, 1993. ISBN 1-55583-853-7
- Transgender Warriors: Making History from Joan of Arc to Dennis Rodman[англ.]. Бостон: Beacon Press, 1996. ISBN 0-8070-7941-3
- Trans Liberation: Beyond Pink or Blue. Бостон: Beacon Press, 1999. ISBN 0-8070-7951-0
- Drag King Dreams. Нью-Йорк: Carroll & Graf, 2006. ISBN 0-7867-1763-7
- Rainbow Solidarity in Defense of Cuba. Нью-Йорк: World View Forum, 2009. ISBN 0-89567-150-6

## Личная жизнь
Супруга Фейнберг,  Минни Брюс Прэтт, активистка и поэтесса, автор книги "Crimes Against Nature" (1989), рассказывающей о том, как она потеряла опеку над ее сыновьями как мать-лесбиянка, а так же многих других. Они познакомились в 1992 в Вашингтоне, где Фейнберг делала презентацию по трансгендерным исследованиям. После длительных отношений на расстоянии они переехали в общий дом в Джерси-Сити, где заключили сначала домашнее партнерство (2004), затем – гражданское партнёрство (2006), а в 2011 они поженились на официальной церемонии в Массачусетсе.

## Болезнь
В 2008 году Фейнберг был поставлен диагноз: болезнь Лайма, клещевая болезнь (множественные клещевые инфекции). Она писала, что инфекции впервые появились в 1970-х годах, когда не было достаточного количества знаний об этих заболеваниях, и что она не решалась иметь дело с медицинскими работниками в течение многих лет из-за своей трансгендерной идентичности. Из-за этих причин, она получила лечение намного позже, чем было необходимо.
Её последними словами были: «Запомните меня как революционную коммунистку».